# Universidad Nacional de Timor Oriental

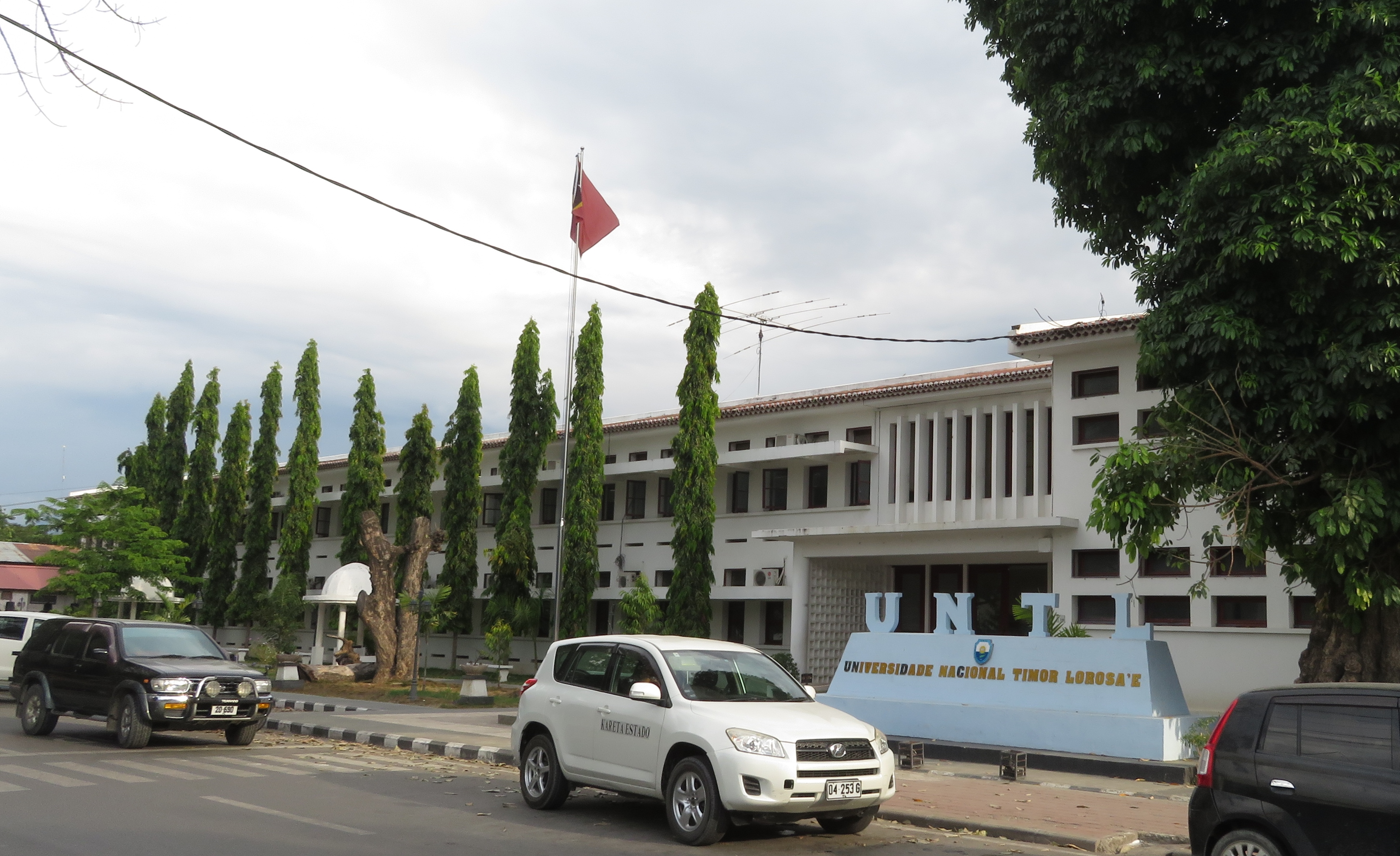
Universidade Nasionál Timór Lorosa'e (2016)

La Universidad Nacional de Timor Oriental (en portugués:  Universidade Nacional de Timor Lorosa'e; en tetum: Universidade Nasionál Timór Lorosa'e) tiene su sede en la capital de Timor Oriental la ciudad de Dili y es la principal institución de educación superior en ese país asiático.
La universidad actual tiene sus raíces en la Universitas Timor Timur ( UNTIM ) que era una universidad privada y fue la única universidad en Timor Oriental antes de la independencia. Se encuentra en un pequeño complejo de edificios interconectados y frente a la Biblioteca Pública en Dili. 
No había ninguna universidad bajo los portugueses , que gobernaron Timor Oriental hasta 1975. Un puñado de alumnos estudiados en Portugal  más tarde formaron el núcleo del movimiento nacionalista que surgió a mediados de la década de 1970.
El establecimiento de la universidad en 1986, bajo la ocupación de Indonesia , fue posible gracias a los esfuerzos de Mario Viegas Carrascalao , exgobernador de Timor Oriental, y la Fundación Loro Sae .
En el 2000 se crea la universidad actual con la fusión de varias instituciones previas.